# Kołki
Kołki (niem. Rohrbeck) – wieś sołecka w Polsce położona w województwie zachodniopomorskim, w powiecie choszczeńskim, w gminie Choszczno.
W latach 1945–1954 siedziba gminy Kołki. W latach 1975–1998 miejscowość administracyjnie należała do województwa gorzowskiego. W roku 2007 wieś liczyła 366 mieszkańców.
W skład sołectwa Kołki wchodzi osada Krzowiec.

## Geografia
Wieś leży około 15 km na wschód od Choszczna, między Suliszewem a miejscowością Brzeziny, na wschodnim krańcu Pojezierza Myśliborskiego, na pofałdowanym (polodowcowym) terenie. Wieś z trzech stron otoczona niewielkimi kompleksami leśnymi, przedzielona w części północnej rzeką Stobnicą. Rozplanowanie przestrzenne jest w formie regularnej owalnicy, wytyczonej na osi wschód – zachód. Pierwsze zwarte, szczelnie zabudowane, z dużym nasyceniem pełnorolnych gospodarstw.

## Toponimika nazwy
W księdze ziemskiej z 1337 r. została wymieniona wieś Rotersp, co zapewne oznacza skrót od Rotersbeck. Później pisano Roderbeck, Ruderbeck, a w 1569 r. mieszkańców nazwano Rotterbeckschen. Niemiecki historyk nie ukrywa, że nazwa pochodzi od słowa ruda, zapewne od rudy darniowej, wydobywanej w okolicy. Niemieckie słowo beck oznacza potok, strumień. Nazwa wsi pochodzi zapewne od rzeczki, która później zwała się Rotwasserbach (czerwona woda). Najbardziej na wschód położona miejscowość gminy.

## Historia
Wieś liczyła na początku XIV wieku 74 łany. W czasie najazdu polsko-litewskiego w 1326 r. na Nową Marchię została prawdopodobnie zniszczona, gdyż księga ziemska jedenaście lat później zaliczała ją do miejscowości opuszczonych. Wieś stanowiła posiadłość rodziny von Wedel, od których w XV wieku część lenna dzierżawiła rodzina von Osten. W 1510 r. całe lenno Ruderbeck należało oficjalnie do Hassona von Wedel, a po jego śmierci w 1519 r. przeszło na syna Georga. W 1536 r. Roderbeck wchodził w skład drawieńskiego lenna Georga Młodszego i kuzyna Georga Starszego. Lenno rodziny von Osten obejmowało w 1499 r. ośmiołanowy folwark. W 1572 r. mieli oni już 23 łany, a 10 lat później przyłączyli dalszych sześć, opuszczonych przez chłopów. W XVI wieku wieś przeszła na własność Ostenów. Były tu wtedy trzy siedziby rycerskie, w XVII wieku – dwie. W latach 1714–1718 współwłaścicielami wsi byli Christoph Sigismund von der Ost i jego brat Hans Joachim, a po jego śmierci – pięciu jego synów. Majątek liczył wówczas 26,5 łana rycerskiego, zwiększony był przez 26 łanów chłopskich i dwa zagrodnicze.
Sama wieś przed wojną trzydziestoletnią (1618–1648) liczyła 22 chłopów i 7 zagrodników, do których należało 47 łanów. Wojna ta nie wpłynęła na stan ludności. Jednakże w 1683 r. nie było już karczmy, istniejącej w XVI wieku i należącej do miasta Choszczna. Według spisu łanów z 1718 r. wieś liczyła 63 łany metrykalne, a 58 realnych, lecz na skutek rugów własności chłopskiej było tu już tylko 13 dwułanowych chłopów, zaś 6 zagrodników oraz młynarz, stary krawiec i nowy krawiec mieli po 1 łanie. „Grunty częściowo piaszczyste podzielone są na trzy pola. Każdy łan ma w pierwszym polu 6 mórg, w drugim – 4, w trzecim – 3 morgi” (czyli łącznie 13 mórg, co łącznie odpowiada 3,4 ha). Uprawiano głównie żyto, znacznie mniej jęczmienia, trochę owsa, grochu i gryki. „Siana mają po 1-2 fury. Łąki średnie. Pogłowie na 2 łanach chłopskich: 1 koń, 5 wołów, 4 krowy, 2 owce, 4 świnie, 4 gęsi. Na 1 łanie zagrodniczym: 1 koń, 2 krowy, 2 owce, 2 świnie, 2 gęsi. Drewno jest kupowane. Kilku ma pszczoły”. W pół wieku własność chłopska zmniejszyła się o dalsze 5 łanów.
W czasie wojny siedmioletniej Kołki zostały dwukrotnie zajęte przez wojska rosyjskie: w 1758 r. splądrowane, w 1762 spalone, a właściciele majątku, J. von Osten i jego żona, zostali zamordowani. W 1774 r. do szkoły chodziło 30 dzieci. Rok 1798 to data przejścia całości wsi w ręce Fredricha Heindricha von Sydow. Po jego śmierci (1803 r.) majątek przejęła wdowa Ernestine Friederike Charlotte von Sydow. W owym czasie (lata 20. XIX wieku) przeprowadzono ostateczne rozdzielenie własności chłopskiej i dworskiej (pańskiej), a granicę stanowiła rzeka Stobnica w północnej części wsi. Rejestr Brätriga wykazywał w Kołkach 35 łanów ziemi i 48 domów. Mieszkało tu nadal 13 chłopów, 6 zagrodników oraz 10 komorników. Były ponadto kuźnia, młyn wodny i leśnictwo na 300 morgach (76,5 ha) lasu. W 1834 r. majątek za 44.000 talarów kupił zarządca dóbr państwowych Johann Karl Friedrich Heldberg, który dziesięć lat później sprzedał posiadłość za 131.000 talarów kpt. Karolowi Gustawowi Bartholdy’emu. Kolejnym właścicielem był poborca podatkowy Göhrke, a 26 listopada 1849 r. za 103.300 talarów (gdy majątek wraz z folwarkiem Krzowiec i lennem kościelnym puszczony w dzierżawę obejmował 5808 mórg (1483 ha), w tym tylko 484 mórg łąk i 315 – lasu) posiadaczem dóbr został Otto von Schuckmann. Powiększył go kolejnymi umowami z 26 lutego 1850 r. oraz z 25 lipca 1853 r. Zarządzanie dobrami rodzinnymi dnia 28 lutego 1903 r. przejął Bruno von Schuckmann. Jego śmierć 6 czerwca 1919 roku zbiegła się z „upadkiem” cesarskich Niemiec. 25 lipca 1919 r. majątkiem w Kołkach zaczął zarządzać Siegfried von Schuckmann.
Wieś została zdobyta przez oddziały 61 Armii Radzieckiej 8 lutego 1945 r. Kościół poświęcono 3 października 1945 r. Dotychczasową ludność wsi wysiedlono do Niemiec. Polska nazwa wsi przez pierwszych kilka lat była nieustabilizowana. Być może było to Rosnowo, Rożnowo, Łęki albo Zalesie; we wsiach o tych nazwach istniały gminy zbiorcze już w 1946 r. Sama wieś w 1946 r. oficjalnie została nazwana Kamieniec. W 1948 r. potwierdzono istnienie gminy w Kołkach przekształconej 1954 r. w Gromadzkiej Rady Narodowej. W 1961 r. gromadę przyłączono do Suliszewa.

## Zabytki

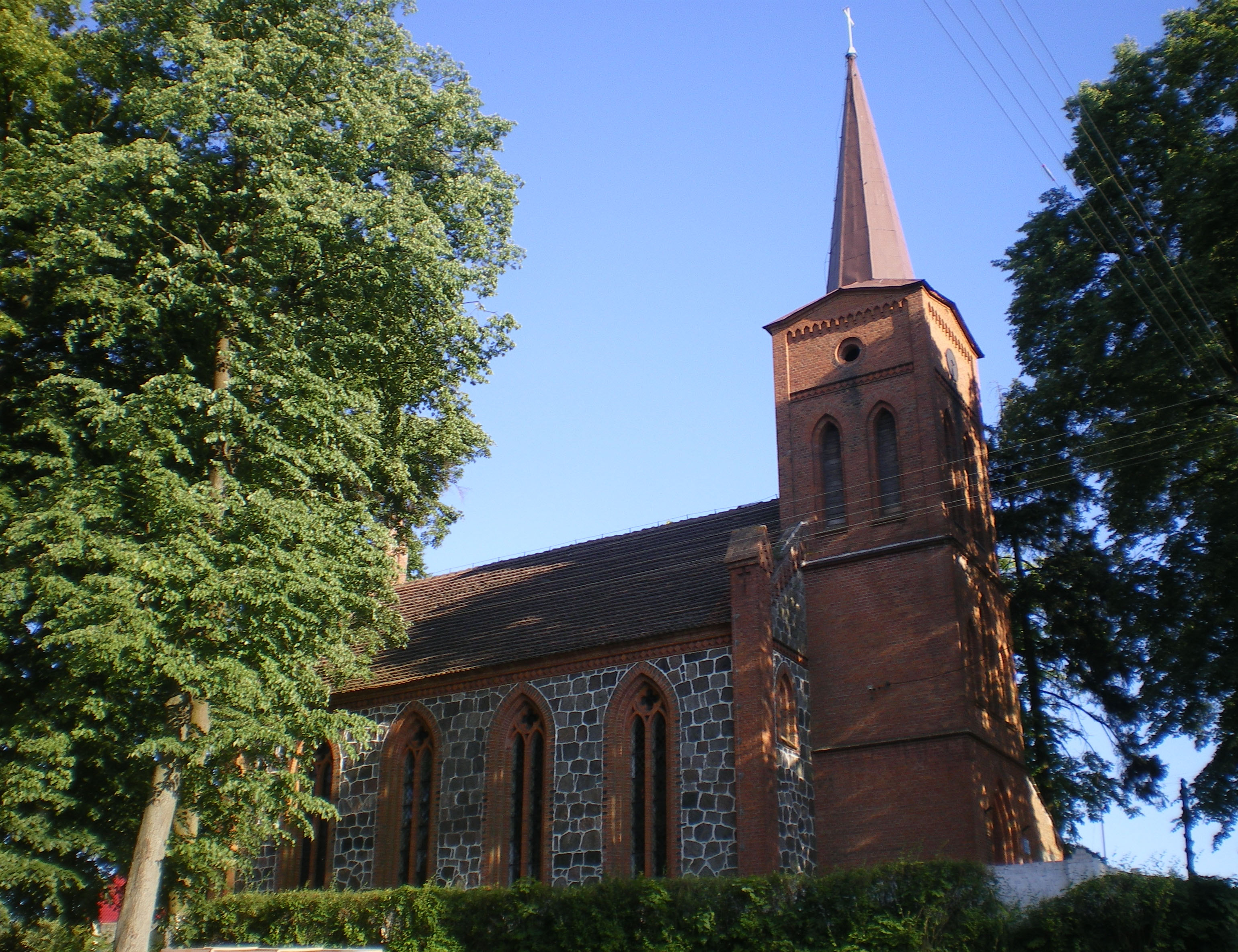
Kościół pw. św. Teresy od Dzieciątka Jezus

Do wojewódzkiego rejestru zabytków wpisany jest:
- kościół pod wezwaniem św. Teresy od Dzieciątka Jezus z 1870 r. Kościół filialny, rzymskokatolicki należący do parafii pw. Nawiedzenia NMP w Brzezinach, dekanatu Drawno, archidiecezji szczecińsko-kamieńskiej, metropolii szczecińsko-kamieńskiej.

W okresie średniowiecza kościół miał status świątyni parafialnej. W czasach reformacji (tj. po 1539 r.) przyłączony został wraz z kościołem w Pławnie – do ewangelickiej parafii w Zieleniewie, należącej do inspektoratu choszczeńskiego.
Pierwszy kościół w Kołkach powstał prawdopodobnie w 2. poł. XV wieku pod patronatem ówczesnych właścicieli majątku (rodziny von Wedel). Był to kościół murowany z kamienia polnego, salowy, bezwieżowy, posadowiony w zachodniej części wsi. W połowie lat 60. XIX wieku obiekt był w tak złym stanie technicznym, iż został rozebrany z wyjątkiem ściany zachodniej, którą zabezpieczono w formie trwałej ruiny i w 1931 r. wykorzystano do utworzenia w tym miejscu cmentarza poległych I wojny światowej. Nowy kościół zbudowano w latach 70. XIX wieku w innym miejscu, przy skrzyżowaniu dróg wiejskich. Fundatorami nowej świątyni byli von Schuckmannowie, bowiem prawo patronatu nadal należało do właścicieli wsi. Do nowego kościoła przeniesiono stare dzwony, większy o średnicy 88 cm, odlany został w 1586 roku przez Jakoba Stellmachera i ufundowany przez Hansa i Kaspara von der Osten; mniejszy o średnicy 79 cm, odlany w 1716 r. przez Johanna Dietricha Schmidta z Drawna i ufundowany przez Hansa Joachima von der Osten. Już 3 października 1945 r. kościół w Kołkach został poświęcony jako świątynia rzymskokatolicka, pw. św. Teresy od Dzieciątka Jezus (w dniu odpustu kościelnego). Pierwotnie kościół należał do parafii pw. Matki Boskiej Nieustającej Pomocy w Drawnie; od 1957 r. do parafii pw. św. Trójcy w Suliszewie; od 1985 r. do parafii pw. Nawiedzenia NMP w Brzezinach. Większość remontów w kościele przeprowadzono w okresie przynależności do parafii w Suliszewie, pod kierunkiem ks. Kazimierza Kołwzana. W latach 80. XX wieku dobudowano zakrystię, wykonano nowy ołtarz oraz odmalowano wnętrze
Inne zabytki:
- Kompleks pałacowo-parkowy z XIX wieku[8], w którym rosną: cisy, modrzewie, jodła biała, sosna wejmutka, lipy, jesiony, olsze, dęby czerwone i kasztanowce.

## Demografia
Dane o ludności miejscowości Kołki:
| Opis    | Liczba mieszkańców | Liczba mieszkańców |
| ------- | ------------------ | ------------------ |
| 1808 r. | 259                |                    |
| 1936 r. | 470                |                    |
| 1939 r. | 440                |                    |
| 1958 r. | 300                |                    |
| 1970 r. | 385                |                    |
| 1978 r. | 332                |                    |
| 2004 r. | 440                |                    |
| 2006 r. | 420                |                    |

## Ochotnicza Straż Pożarna
Założona w 1949 roku. Jednostka liczy ogółem 22 członków w tym 22 czynnych. Przy OSP powołano drużynę młodzieżową skupiającą w swoich szeregach 10 członków. Jednostka posiada oddaną do użytku w 1996 remizę strażacką z jednym boksem garażowym, świetlicą i zapleczem socjalnym.
Historia
Po pożarze polnej wiaty w 1948 roku, która spaliła się w okolicach Kołek, Mieczysław Ogrodowicz już w następnym roku założył Ochotniczą Straż Pożarną Kołki. Został on pierwszym naczelnikiem, a jednostka liczyła 35 członków. Jednostka mieściła się w budynku z 1937 roku. Pierwszy pożar strażacy z Kołek gasili w 1949 roku w Malczewie, do którego pojechali zaprzęgiem konnym z ręczną pompą. W latach 1965–1970 jednostka brała udział w częstych pożarach lasów oraz w pożarze pomieszczeń gospodarczych PGR Kołki. W 1965 roku OSP Kołki brała udział w akcji gaśniczej przy pożarze kościoła w Suliszewie. W tym samym roku OSP brała udział w trzech akcjach gaśniczych, dwa razy na terenie PGR-u oraz w Krzowcu przy pożarze mieszkania.
W 1979 roku OSP Kołki została zmieniona w Zakładową Ochotniczą Straż Pożarną przy Państwowym Gospodarstwie Rolnym w Kołkach. Od 1986 roku jednostka nawiązała współpracę ze szkołą podstawową w Kołkach organizując Turnieje Wiedzy Pożarniczej dla jej wychowanków, oraz tworząc dwie drużyny HDP (chłopców i dziewcząt). Od roku 1993 jednostka została przekwalifikowana z zakładowej na terenową typu M1.
OSP Kołki rozpoczęła budowę nowej remizy z zapleczem i jednym boksem garażowym oraz świetlicą. Budowa trwała pięć lat, a samo wykończenie trzy lata, wszelkie prace wykonywano z młodzieżą do 1996 roku. OSP dostała samochód dostawczy Nysa.
11 września 1999 roku jednostka OSP Kołki obchodziła 50 lat istnienia, a prezydium zarządu głównego nadało Srebrny Medal Za Zasługi dla Pożarnictwa Ochotniczej Straży Pożarnej w Kołkach.

## Osoby znane urodzone w Kołkach
- Christian Ludwig von Sydow(inne języki) (1733–1795), pruski starosta w powiecie arnswaldzkim (dzisiejszym choszczeńskim)
- Christian Friedrich von der Osten(inne języki) (1740–1819), pruski generał dywizji i szef 12 Pułku Smoków
- Bruno von Schuckmann (1857–1919), niemiecki prawnik i dyplomata